# Bitva u Mohuče
Bitva u Mohuče se odehrála 31. prosince 406 mezi Franky a aliancí germánských kmenů Vandalů, Svébů a kmenového svazu Alanů. Vandalové a Alani zvítězili, překročili řeku Rýn a tím si otevřeli cestu k invazi do Galie.
Bitva je stručně popsána Řehořem z Tours v jeho kronice Historia Francorum. Podle Řehoře vandalský kmen Hasdingů překročil zamrzlý Rýn a přepadl Franky. V boji byl zabit král Hasdingů Godigisel. Vandalům k vítězství pomohli Svébové a také Alani pod vedením jejich krále Respendiala.